# Bourgeoisie de Genève
Pour les articles homonymes, voir Bourgeoisie.

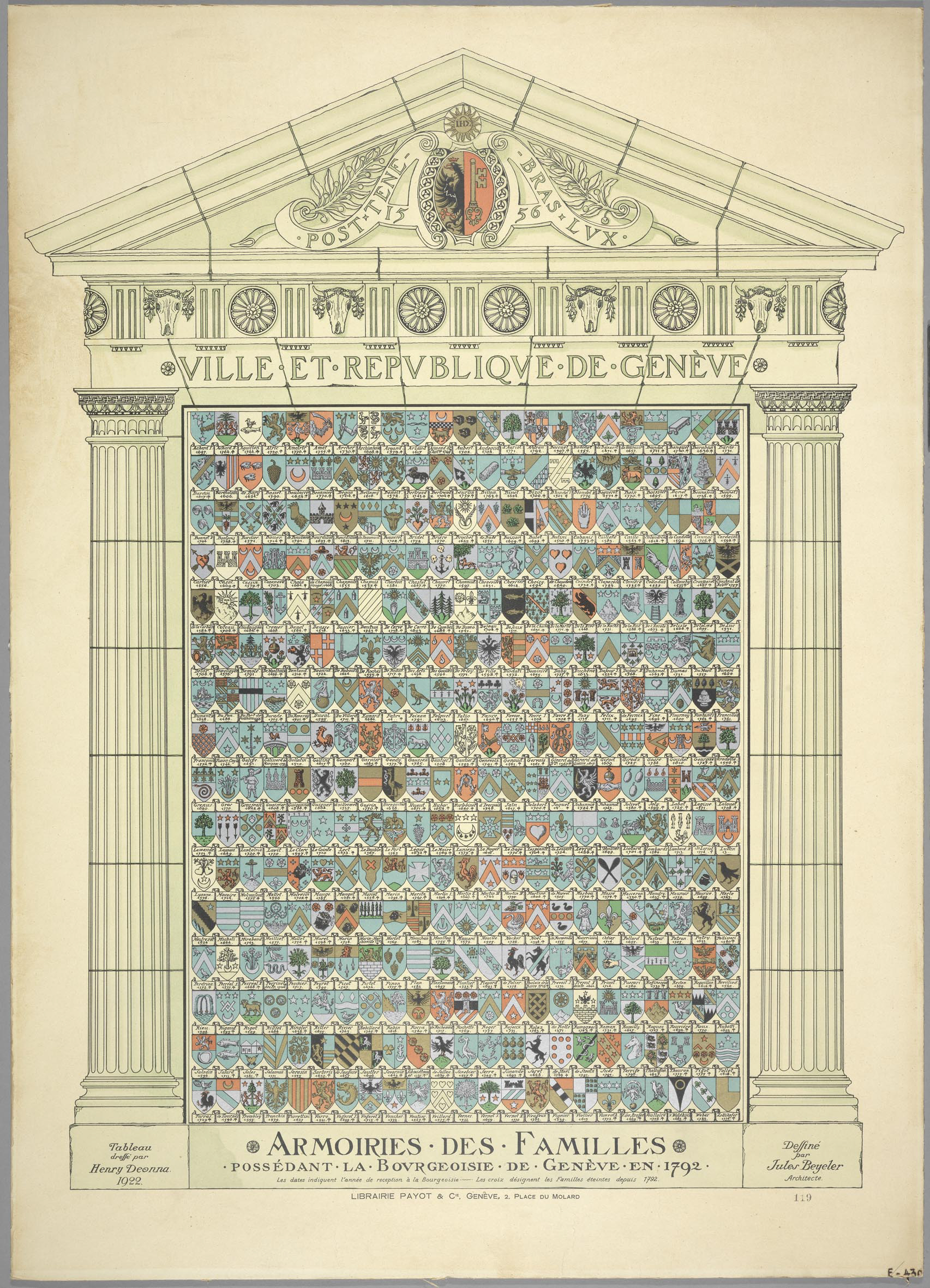
Armoiries de familles possédant la bourgeoisie de Genève en 1792

La bourgeoisie de Genève correspond au sommet d'une hiérarchie sociale de la république de Genève, ayant possédé jusqu'en 1798 différents droits personnels, survivants du droit médiéval urbain et jadis commun à l'ensemble des villes de l'Europe occidentale.
Les habitants de la seigneurie et république de Genève se divisaient en quatre ordres de personnes. 

## Statuts
- Les citoyens : fils de bourgeois et nés dans la ville. Eux seuls pouvaient parvenir à la magistrature[1],[2].

- Les bourgeois : fils de bourgeois ou de citoyens mais nés en pays étranger, ou étrangers qui avaient acquis le droit de bourgeoisie auprès du Magistrat[1],[2]. L'accession à la bourgeoisie devait normalement être achetée. Outre la somme d’argent, il était d'usage de payer un « seillot »[3] et souvent aussi une arme à feu. La bourgeoise de Genève était aussi accordée gratuitement ou à prix réduit pour services rendus[4],[5]. Les bourgeois pouvaient être du Conseil général et même du Conseil des Deux-Cents.

- Les habitants : étrangers qui avaient permission du Magistrat de demeurer dans la ville[1]. Ils devaient payer une taxe d'habitation. Les habitants pouvaient accéder à la bourgeoisie mais il leur fallait avoir séjourné un certain nombre d’années à Genève.

- les natifs : fils d’étrangers admis à l’habitation, nés dans la ville[1]. Ils étaient privés de tout droit politique et ne pouvaient pas exercer certaines professions.

## Histoire
L'assemblée des bourgeois et citoyens de Genève constituait le Conseil général, le nombre de bourgeois ayant droit de voter en Conseil général n'excéda pas quinze cents personnes. Le Conseil général à l'origine élisait pour un an les syndics de Genève, magistrats chargés de  l'administration de la commune. Par la suite il désigna le Conseil des Deux-Cents. Fait original, la plupart des bourgeois de Genève venait de la Savoie voisine car beaucoup d'entre eux travaillaient et participaient à l'administration de la ville de Genève.
Il y eut un certain nombre de révoltes contre le népotisme (accession gratuite) et l’entrée en masse d’étrangers notamment les réfugiés protestants français que Calvin fit inscrire de force dans la bourgeoisie pour assurer sa domination. Il obtient ainsi la majorité aux élections de 1554 ainsi qu'aux trois conseils. Pendant le XVIIIe siècle, Genève est marqué par de nombreux troubles politiques dont l'origine provient de l'inégalité des droits entre Genevois. Les bourgeois, qui ont obtenu un statut privilégié, et leurs descendants, les citoyens, tiennent le haut du pavé : ils bénéficient de tous les droits politiques et de nombreux privilèges économiques. Face à eux, les habitants et leurs descendants, les natifs, forment une population sans droits politiques et entravée dans ses activités économiques. Après plusieurs révoltes et troubles, la bourgeoisie de Genève n'est plus un privilège depuis 1798, et tous les Genevois sont de simples citoyens depuis cette date.

## Familles notables de la bourgeoisie genevoise
- Famille Arlaud[7]
- Famille Aubert[8]
- Famille Burlamaqui[9]
- Famille Calandrini[10]
- Famille de Candolle[11]
- Famille de Chapeaurouge[12]
- Famille Chouet[13]
- Famille Colladon[14]
- Famille Cramer[15]
- Famille Dassier[16]
- Famille Delessert[17]
- Famille Des Arts[18]
- Famille Diodati[19]
- Famille Estienne[20]
- Famille Fatio[21]
- Famille Fazy[22]
- Famille Gallatin[23]
- Famille de Grenus[24]
- Famille Huber[25]
- Famille Le Fort[26]
- Famille Le Royer[27]
- Famille Lullin[28]
- Famille Mallet[29]
- Famille Maurice[30]
- Famille Naville[31].
- Famille Necker[32].
- Famille Odier[33].
- Famille Patry[34]
- Famille Pécolat[35]
- Famille Pictet[36]
- Famille Rilliet[37]
- Famille Romilly[38]
- Famille Roset[39]
- Famille de Saussure[40]
- Famille  Say[41]
- Famille Trembley[42]
- Famille Tronchin[43]
- Famille Turrettini[44]
- Famille Vaucher[45]
- Famille Vernes
- Famille Vernet[46]
- Famille Viollier[47]

## Autres personnalités notables de la bourgeoisie genevoise
- Isaac Salomon Anspach[48], admis à la bourgeoisie de Genève en 1779[49].
- Ami Argand[50].
- François Bonivard[51].
- Charles Bonnet[52].
- Jean Calvin[53].
- Etienne Clavière[54].
- Pierre Eskrich[55].
- Antoine Froment[56].
- Henri-Albert Gosse[57].
- Jean Jallabert[58].
- Jean-Étienne Liotard[59].
- Jean-Jacques Rousseau[60].
- Catherine Royaume (Mère Royaume)[61].
- Pierre Soubeyran[62].